# Glenea fuscovitticollis
Glenea fuscovitticollis là một loài bọ cánh cứng trong họ Cerambycidae.